# 上兰德尔
上兰德尔（法語：Lindre-Haute，法語發音：[lɛ̃dʁ ot]）是法国摩泽尔省的一个市镇，与下兰德尔相邻，属于萨尔堡-萨兰堡区。

## 地理
上兰德尔（48°48'49"N, 6°45'2"E）面积2.46 平方千米，位于法国大東部大區摩泽尔省，该省份为法国东北部内陆省份，是洛林的一部分，西南接默尔特-摩泽尔省，东临下莱茵省，北与卢森堡和德国接壤。
与上兰德尔接壤的市镇（或旧市镇、城区）包括：迪约兹、下兰德尔、韦加维尔、佐芒日。

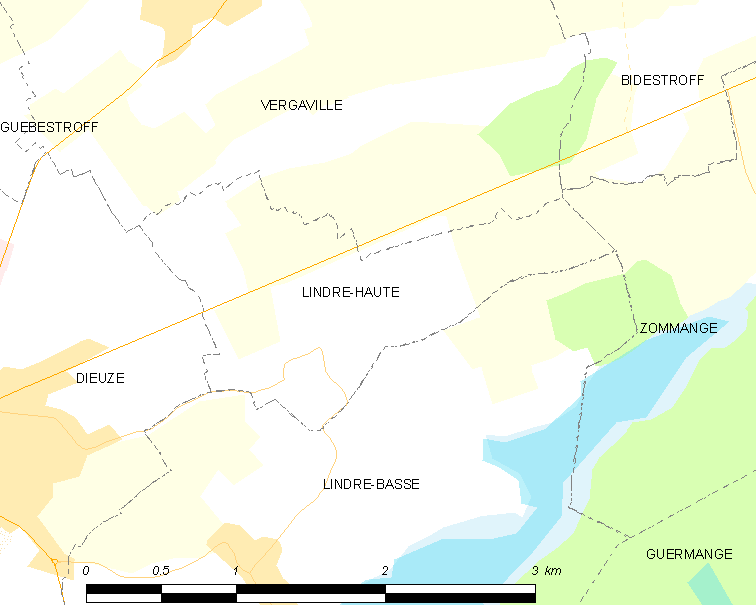
上兰德尔的OSM定位图

上兰德尔的时区为UTC+01:00、UTC+02:00（夏令时）。

## 行政
上兰德尔的邮政编码为57260，INSEE市镇编码为57405。

## 政治
上兰德尔所属的省级选区为索努瓦县。

## 人口

1962-2008年间上兰德尔人口变化图示

上兰德尔于2022年1月1日时的人口数量为49人。